# Castrofuerte
Castrofuerte es una villa española perteneciente al municipio de Villaornate y Castro, en la provincia de León, comunidad autónoma de Castilla y León.
Fue cabecera de su propio municipio hasta 1976, quedando desde entonces incorporado al municipio de Villaornate y Castro.
Situado en la margen izquierda del río Esla.
Los terrenos de Castrofuerte limitan con los de Valencia de Don Juan al norte, Fafilas y Villabraz al noreste, Castilfalé y Valdemora al este, Carbajal de Fuentes al sureste, Villaornate al sur, Villarrabines al suroeste, Algadefe al oeste y Toral de los Guzmanes al noroeste.

## El primer Corpus Christi
En la Edad Media, las dudas sobre la versimilitud del misterio eucarístico decidieron a la Iglesia católica a instituir un culto anual que ensalzara su carácter sagrado.

### A orillas del río Esla
“Castrofuerte es un pueblo a orillas del río Esla con una tradición muy rica en lo que se refiere a celebraciones”. Su patrono es San Blas. En 1959 se había ordenado sacerdote un joven del pueblo y el día del Corpus oficiaba su primera misa. En uno de los varios altares que los fieles levantaban a lo largo del recorrido de la procesión se situaban los niños nacidos el año anterior. Los altares eran iniciativa de los vecinos y en éste se puede apreciar el contraste de la pared de barro con las ricas telas que lo adornan.Hace unos seis años, robaron la imagen de San Blas, por ello, se mandó realizar una copia exacta (en la medida de las posibilidades), a la cual se venera y  saca en procesión actualmente.

## Geografía humana

### Demografía
| Gráfica de evolución demográfica de Castrofuerte entre 1857 y 1970 |
| |
| Población de derecho según los censos de población del INE Población de hecho según los censos de población del INE Entre el censo de 1981 y el anterior este municipio desaparece porque se agrupa en Villaornate y Castro Entre el censo de 1857 y el anterior aparece este municipio porque se segrega de Matadeón de los Oteros |